# San Marcos (Nicarágua)
San Marcos é um município da Nicarágua, situado no departamento de Carazo. Tem 118 km² de área e sua população em 2020 foi estimada em 33.158 habitantes.